# Belazao
Belazao est une commune urbaine malgache, située dans la partie centrale de la région de Vakinankaratra.

## Géographie
La ville se trouve à proximité du lac Tritriva.